# دوج بيرجكفيست
دوج بيرجكفيست (بالسويدية: Douglas Bergqvist)‏ (29 مارس 1993 بستوكهولم في السويد - ) هو لاعب كرة قدم سويدي في مركز الدفاع. لعب مع نادي أوسترسوند ونادي فارنبوروه وStaines Town F.C. ‏ وBasingstoke Town F.C. ‏ وDorchester Town F.C. ‏ ونادي ألدرشوت تاون ونادي إكزتر سيتي وThatcham Town F.C. ‏ وويلينج يونايتد.

## روابط خارجية
- دوج بيرجكفيست على موقع اتحاد النرويج (النرويجية)
- دوج بيرجكفيست على موقع اتحاد السويد (السويدية)
- دوج بيرجكفيست على موقع قاعدة بيانات كرة القدم.إي يو (الإنجليزية)
- دوج بيرجكفيست على موقع Soccerway.com (الإنجليزية)
- دوج بيرجكفيست على موقع عالم كرة القدم.نت (الإنجليزية)